# Мюрмо, Магне
Магне Мюрмо (норв. Magne Myrmo; род. 30 июля 1943 года, Реннебу) — норвежский лыжник, призёр Олимпийских игр, чемпион мира.
На Олимпиаде-1972 в Саппоро завоевал серебро в гонке на 50 км, а также был 19-м в гонке на 15 км и 21-м в гонке на 30 км.
На Олимпиаде-1976 в Инсбруке показал следующие результаты, 15 км — 55-е место, 30 км — 23-е место.
На чемпионат мира-1974 в Фалуне завоевал золото в гонке на 15 км и бронзу в эстафете. Победа Мюрмо на чемпионате мира 1974 года уникальна тем, что ко времени проведения чемпионата большинство спортсменов перешли на лыжи, изготовленные из стеклопластика, а Мюрмо был одним из немногих, выступавших на деревянных лыжах. Одержав победу в гонке на 15 км, Мюрмо вошёл в историю как последний чемпион мира на деревянных лыжах.